# بني علا أسفل (حجة)

تعديل مصدري - تعديل

بني علا اسفل هي إحدى قرى عزلة جبل عيان بمديرية حجة التابعة لمحافظة حجة، بلغ تعداد سكانها 138 نسمة حسب تعداد اليمن لعام 2004.